# 아들 (발터 하젠클레버의 희곡)
아들(독일어: Der Sohn)은 1914년 발표된 발터 하젠클레버의 희곡이다. 〈아들〉은 작가 자신의 자전적 요소가 대거 포함된 작품으로, 발표 당시 “최초의 결정적 표현주의 작품”이라는 평가를 얻었다. 폭군적인 기성세대와 권위주의를 표상하는 “아버지”와 그에 맞선 “아들”의 대결을 그렸다.

## 내용
5막으로 구성된 발터 하젠클레버의 희곡 〈아들〉은 1914년 발표되었다. 1914년 초 작가 쿠르트 힐러가 주관한 베를린 소재 문학 소모임 “누(Das Gnu)”에서 하젠클레버 자신의 목소리로 공개적으로 낭독되었다. 그해 4월부터 6월까지 라이프치히에서 발행한 잡지 《백색지(Die Weissen Blätter)》에 연재되었고, 쿠르트 볼프 출판사에서 정식 출판되었다.
대입자격시험에서 낙방한 아들이 자신을 못마땅해하는 아버지에 맞서다 가출하고, 친구 손에 끌려 참석한 “환의 유지를 위하여” 회동에서 대중 연설을 하게 된다. 집회에 참석했던 청년들이 그를 지지하며 아버지 시대를 끝내기 위한 혁명을 준비한다.
과격한 전개, 충격적인 결말 때문인지 발표 직후 공식 공연이 금지되다. 1916년 9월 30일 한스 데메츠 연출로 체코 프라하에서 비공개 실내극으로 처음 무대에 올랐다. 독일에서는, 역시 초대된 관객만을 대상으로 1916년 10월 8일 아돌프 에드가 리호 연출로 드레스덴의 알베르트 극장에서 최초 공연되었다. 이때 비평가들은 〈아들〉을 “최초의 결정적 표현주의 작품”으로 극찬했다. 정작 표현주의 연극의 새로운 장을 연 것으로 크게 호평을 받은 것은 1918년 1월 18일 리하르트 바이헤르트 연출, 만하임 궁정 국립 극단 공연이다. 연출자는 검은색과 흰색 조명을 대비시킨 무대 장치를 활용해 주인공 아들의 내면세계를 집중적으로 표현했다. 이 공연을 통해 〈아들〉은 관객은 물론 연극 비평가들로부터 혁명적 젊은이를 표현한 희곡으로서 “폭군적인 기성세대에 의해 배신당한 젊은이의 투쟁”, “지배 체제에 대한 항거”, “권위주의에 대한 도전” 등으로 해석되었다. 하젠클레버 자신도 《예술과 정의(Kunst und Definition)》라는 에세이에서 이 작품에 대해 다음과 같이 언급했다.
이 작품은 1913년 가을에 집필되었으며 이 세상을 변화시키려는 목표를 가지고 있다. 또한 삶의 탄생을 위한 투쟁의 서술이며, 현실에 대항한 정신의 반란이다.